# Mikołaj Przypkowski (młodszy)
Mikołaj Przypkowski herbu Radwan (ur. ok. 1615, zm. po 1668) – działacz braci polskich. Był synem Wacława i Eufrozyny z Rupniowskich,  wnukiem Mikołaja.

## Życiorys
Urodził się na Pogórzu w jednej z miejscowości należących do jego ojca (Falkowa, Bukowiec lub Brzana). Być może uczęszczał do szkoły braci polskich w Lusławicach, położonych blisko włości Wacława Przypkowskiego. Studiował  na uniwersytecie w Altdorfie (1631) i Lejdzie (1632). Podczas potopu opowiedział się, wraz ze stryjami Janem i Stefanem, po stronie Karola X Gustawa. Przypkowscy zostali dodatkowo wynagrodzeni przez króla szwedzkiego za przeprowadzenie do Krakowa posłów szwedzkich: G. Wellinga, który jechał z Siedmiogrodu oraz A.J. Torquatusa, wracającego od Bohdana Chmielnickiego.
Po banicji braci polskich w 1658 Przypkowski, nie zmieniając wyznania, pozostał w kraju, przez co utracił majątek; 29 września 1662 Jan II Kazimierz dobra Przypkowskiego przekazał zasłużonym żołnierzom: Michałowi Sosnowicowi i Stanisławowi Źródłowskiemu (majątek przypadł im prawem kaduka (łac. iure caduco).
Przypkowski udał się na banicję do Prus Książęcych, jednak 23 lipca 1668 był obecny na sejmiku w Proszowicach, co może świadczyć o porzuceniu przez niego (przynajmniej oficjalnie) unitarianizmu.
Późniejsze losy Przypkowskiego nie są znane; brak również informacji o jego potomstwie.